# Hermann Rauch (Schauspieler)
Hermann Carl Rauch (* 6. Juni 1869 in Berlin; † 18. Oktober 1954 in Wiesbaden) war ein deutscher Schauspieler, Theaterdirektor und Autor.

## Leben
Hermann Rauch war der Sohn eines Kaufmanns und studierte in Berlin und Freiburg Geschichte und Germanistik. Schon während seines Studiums trat er oft in Studentenaufführungen als Schauspieler auf und nahm Schauspielunterricht bei Heinrich Oberländer. Er promovierte 1892 mit der Dissertation über Lenz und Shakespeare. Anschließend erhielt er Engagements am Lessingtheater in Berlin sowie in Meiningen, Antwerpen und Brüssel und übernahm 1894 die Leitung des Theaters in Cottbus. Dort heiratete er am 21. August 1894 die Schauspielerin Alice Blümner. Beide gingen 1895 nach Wiesbaden, wo er 1896 das von Wilhelm Hasemann 1892 gegründete Residenztheater pachtete und bald darauf erwarb. Bis 1902 trat er noch selbst als Schauspieler auf. Von 1920 bis 1933 und von 1945 bis 1947 wirkte er als Kurdirektor. Der Sohn Wolfgang (1898–1980) wurde Schriftsteller.

## Ehrungen
- Königlich Preußischer Kronenorden IV. Klasse
- Ehrenkreuz Schwarzburg-Rudolstadt
- Goldene Verdienstmedaille für Kunst und Wissenschaft[1]